# Ischiopsopha wallacei
Ischiopsopha wallacei es una especie de escarabajo del género Ischiopsopha, familia Scarabaeidae. Fue descrita científicamente por Thomson en 1857.
Se distribuye por Papúa Nueva Guinea, islas Aru y Molucas. Mide aproximadamente 34 milímetros de longitud.